# Steuben County (Indiana)
Steuben County ist ein County im Bundesstaat Indiana der Vereinigten Staaten. Der Verwaltungssitz (County Seat) ist Angola.

## Geographie
Das County liegt im äußersten Nordosten von Indiana, grenzt im Osten an Ohio, im Norden an Michigan und hat eine Fläche von 835 Quadratkilometern, wovon 36 Quadratkilometer Wasserfläche sind. Es grenzt im Uhrzeigersinn an folgende Countys: DeKalb County, Noble County und LaGrange County.

## Geschichte
Steuben County wurde am 7. Februar 1835 aus Teilen des LaGrange County gebildet. Benannt wurde es nach Friedrich Wilhelm August Steuben, einem in Magdeburg geborenen deutsch-amerikanischen General, der im Amerikanischen Unabhängigkeitskrieg die Armee George Washingtons reorganisierte.
13 Bauwerke und Stätten des Countys sind im National Register of Historic Places eingetragen (Stand 4. September 2017).

## Demografische Daten

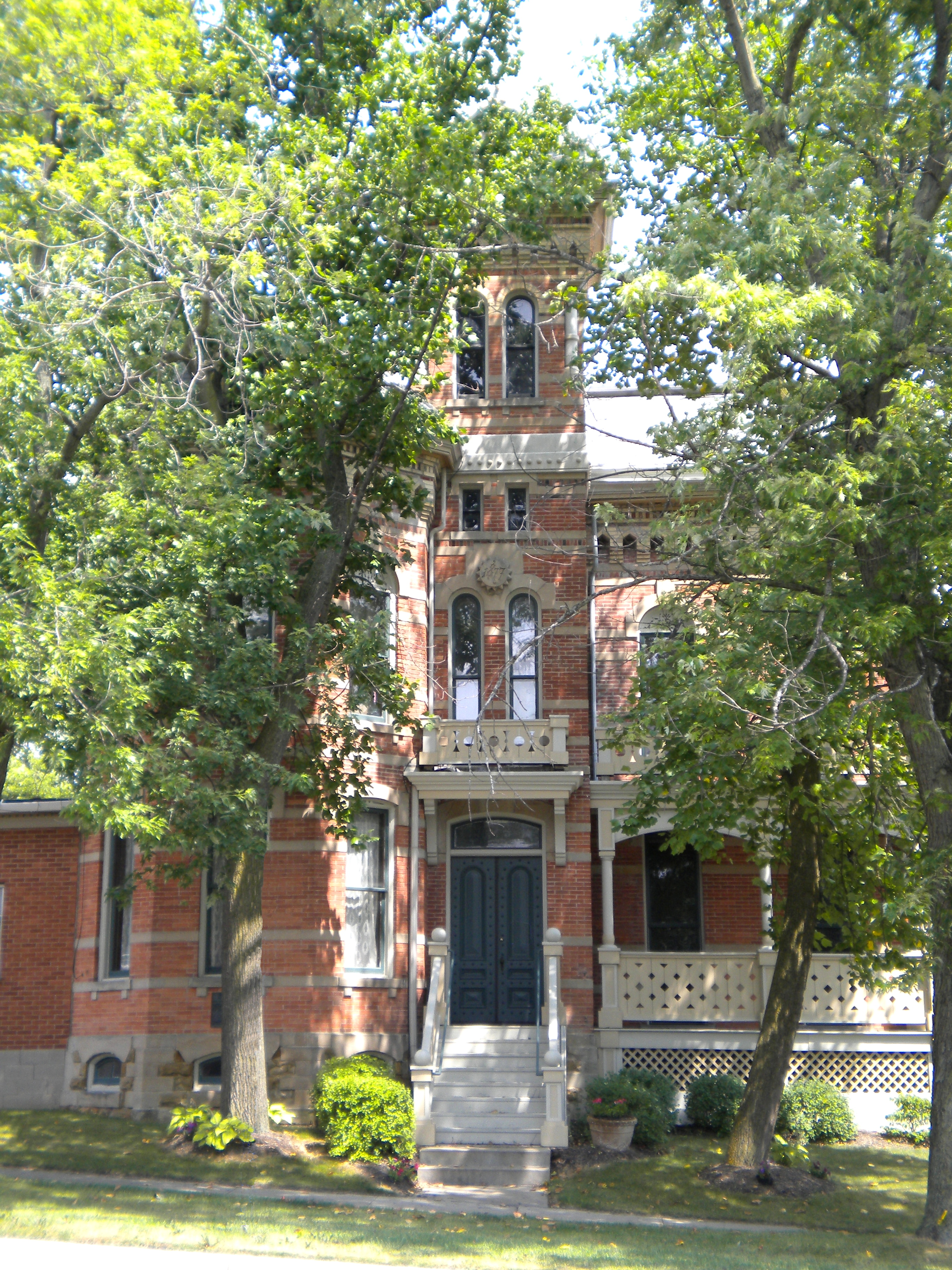
Ehemaliges Bezirksgefängnis des Steuben Countys

Nach der Volkszählung im Jahr 2000 lebten im Steuben County 33.214 Menschen in 12.738 Haushalten und 8.916 Familien. Die Bevölkerungsdichte betrug 42 Einwohner pro Quadratkilometer. Ethnisch betrachtet setzte sich die Bevölkerung zusammen aus 97,19 Prozent Weißen, 0,37 Prozent Afroamerikanern, 0,33 Prozent amerikanischen Ureinwohnern, 0,40 Prozent Asiaten, 0,02 Prozent Bewohnern aus dem pazifischen Inselraum und 0,85 Prozent aus anderen ethnischen Gruppen; 0,84 Prozent stammten von zwei oder mehr Ethnien ab. 2,06 Prozent der Bevölkerung waren spanischer oder lateinamerikanischer Abstammung.
Von den 12.738 Haushalten hatten 32,6 Prozent Kinder unter 18 Jahre, die mit ihnen im Haushalt lebten. 57,0 Prozent waren verheiratete, zusammenlebende Paare, 8,5 Prozent waren allein erziehende Mütter und 30,0 Prozent waren keine Familien. 24,3 Prozent waren Singlehaushalte und in 9,1 Prozent lebten Menschen mit 65 Jahren oder darüber. Die Durchschnittshaushaltsgröße betrug 2,53 und die durchschnittliche Familiengröße lag bei 3,00 Personen.
25,7 Prozent der Bevölkerung waren unter 18 Jahre alt, 10,4 Prozent zwischen 18 und 24, 28,5 Prozent zwischen 25 und 44 Jahre. 23,5 Prozent zwischen 45 und 64 und 11,9 Prozent waren 65 Jahre alt oder älter. Das Durchschnittsalter betrug 36 Jahre. Auf 100 weibliche Personen kamen 102 männliche Personen. Auf 100 Frauen im Alter von 18 Jahren und darüber kamen 101,2 Männer.
Das jährliche Durchschnittseinkommen eines Haushalts betrug 44.089 USD, das Durchschnittseinkommen der Familien 50.567 USD. Männer hatten ein Durchschnittseinkommen von 35.300 USD, Frauen 23.856 USD. Das Prokopfeinkommen betrug 20.647 USD. 4,9 Prozent der Familien und 6,7 Prozent der Bevölkerung lebten unterhalb der Armutsgrenze.

## Orte im County
- Alvarado
- Angola
- Ashley
- Berlien
- Circle Park
- Clarks Landing
- Clear Lake
- Cold Springs
- Crooked Lake
- Ellis
- Flint
- Forest Park
- Fountain Park
- Fremont
- Glen Eden
- Hamilton
- Helmer
- Hudson
- Inverness
- Island Park
- Jamestown
- Lake James
- Metz
- Moonlight
- Nevada Mills
- Oakwood
- Orland
- Otsego Center
- Page
- Panama
- Penn Park
- Pleasant Lake
- Ray
- Russels Point
- Salem Center
- Steubenville
- Turkey Creek
- York

Townships
- Clear Lake Township
- Fremont Township
- Jackson Township
- Jamestown Township
- Millgrove Township
- Otsego Township
- Pleasant Township
- Richland Township
- Salem Township
- Scott Township
- Steuben Township
- York Township